# مالی ئو
مالی ئو (انگلیسی: Molly O) یک فیلم صامت کمدی آمریکایی است که در سال ۱۹۲۱ منتشر شد.

## بازیگران
- میبل نورماند
- جرج نیکولز
- آنا داج
- آلبرت هکت
- ادی گریبون
- جک مولهال
- لاول شرمن
- جکلین لوگان
- کارل استوکدیل
- یوجینی بسرر
- میلدرید جون
- کاترین مک‌گوار
- جان بی. اوبراین
- بن ترپین